# George Cashel Stoney
George Cashel Stoney (Winston-Salem, 1º luglio 1916 – New York, 12 luglio 2012) è stato un regista statunitense di documentari, educatore e "padre della televisione pubblica".
Tra i suoi film  All My Babies (1953), How the Myth Was Made (1979) e The Uprising of '34 (1995). All My Babies è stato inserito nel National Film Registry nel 2002.
La vita e il lavoro di Stoney sono stati oggetto di un volume, Festschrift, della rivista Wide Angle nel 1999.

## Biografia
George Stoney nacque nel North Carolina. Studiò inglese e storia all'Università della Carolina del Nord a Chapel Hill e si laureò nel 1937. Successivamente studiò al Balliol College di Oxford e ottenne una laurea sul cinema all'Università di Londra. Lavorò alla Henry Street Settlement House nel Lower East Side di New York, nel 1938, come assistente di ricerca per Gunnar Myrdal e Ralph Bunche per la loro pubblicazione An American Dilemma: The Negro Problem and Modern Democracy. Fu anche un pubblicista per la Farm Security Administration fino a quando fu arruolato nel 1942. Durante questo periodo scrisse articoli, come freelance, per molti giornali e riviste, tra cui il New York Times, The New Republic, Raleigh News, Observer e il Survey Graphic. Fu ufficiale dell'intelligence fotografica nella seconda guerra mondiale.
Nel 1946 entrò a far parte del Southern Educational Film Service, scrivendo sceneggiature e dirigendo film sull'istruzione per conto del governo. Girando in North Carolina, lavorò a Mr. Williams Wakes up nel 1944 e a Tar Heel Family nel 1951. Continuò a girare film per l'Association of Medical Colleges e il North Carolina Film Board. Nel 1953, collaborò con l'Association of Medical Colleges per scrivere, dirigere e produrre All My Babies: A Midwife's Own Story. Il film segue il lavoro di Mary Francis Hill Coley, un'ostetrica afroamericana, mentre si prende cura delle sue pazienti e lavora con medici e infermieri all'interno dell'establishment medico per promuovere l'istruzione e la cooperazione nel campo medico moderno. Il film ricevette numerosi premi e venne inserito nel National Film Registry nel 2002 dalla Library of Congress.
Alla fine degli anni '60, Stoney fondò la sua società di produzione, la George C. Stoney Associates, e insegnò alla Columbia University e alla Stanford University (1965–67); nel 1971 divenne professore alla Tisch School of the Arts della New York University. Fu professore emerito alla NYU fino alla sua morte. Diresse il progetto Challenge for Change, una società di produzione di documentari socialmente attiva del National Film Board of Canada dal 1968 al 1970. Dopo aver lavorato con Red Burns su Challenge for a Change, la coppia fondò, nel 1972, l'Alternate Media Center, che formò personale sugli strumenti di produzione video per un mezzo nuovo di zecca, la televisione ad accesso pubblico. Uno dei primi sostenitori dei media democratici, Stoney è spesso citato come il "padre della televisione ad accesso pubblico". Con il suo lavoro nella televisione pubblica, Stoney ha cercato di democratizzare le voci registrate su un supporto audiovisivo, condividendo l'autorità attraverso l'impegno della comunità.
Nel 1995, Stoney ha diretto The Uprising of '34 sul General Textile Strike del 1934. Per la produzione del film vennero realizzate oltre 300 ore di interviste a ex lavoratori, ai loro figli e nipoti, agli organizzatori del lavoro, ai proprietari di fabbriche e ad altri che avevano subito o erano stati colpiti dagli scioperi.
Stoney era un membro attivo del Consiglio di amministrazione del Manhattan Neighborhood Network (MNN) e dell'Alliance for Community Media (ACM). Ogni anno, l'ACM assegna "The George Stoney Award" a un'organizzazione o a un individuo che abbia dato un contributo eccezionale per sostenere la crescita e l'esperienza delle comunicazioni comunitarie umanistiche.
Morì tranquillamente, all'età di 96 anni, nella sua casa di New York.

## Filmografia
- Mr. Williams Wakes Up (1944), sceneggiatore
- Feeling All Right! (1948), sceneggiatore
- Palmour Street, A Study of Family Life (1949), sceneggiatore/regista/produttore
- Tar Heel Family (1951), sceneggiatore/regista/produttore
- Land and Life (1949), sceneggiatore/regista/produttore
- A Concept of Maternal and Neonatal Care (1950), regista/produttore
- Birthright (1951), sceneggiatore
- The American Road (1953), regista
- All My Babies: A Midwife's Own Story (1953), sceneggiatore/regista/produttore
- Angels with Silver Wings (1953), regista/produttore
- The Invader (1955), regista
- The Secrets of the Heart (1955)
- The Boy Who Saw Through (1956), regista
- Proud Years (1956), sceneggiatore/regista
- Second Chance (1956)
- Hail The Hearty (1956), produttore
- Cerebral Vascular Disease: The Challenge of Management (1959)
- Booked for Safekeeping (1960), sceneggiatore/regista
- The Cry for Help (1962)
- The Mask (1963)
- The Newcomers (1963)
- Under Pressure (1964)
- The Man in the Middle (1966)
- You Are on Indian Land (1969), produttore
- VTR St-Jacques (1969), produttore
- Up Against the System (1969), produttore
- These Are My People... (1969), produttore
- The Prince Edward Island Development Plan, Part 1: Ten Days in September (1969), produttore
- The Prince Edward Island Development Plan, Part 2: Four Days in March (1969), produttore
- Mrs Case (1969), produttore
- A Young Social Worker Speaks Her Mind (1969), produttore
- Occupation (1970), produttore
- Introduzione a Labrador (1970), produttore
- I Don't Think It's Meant for Us (1971), produttore
- God Help the Man Who Would Part with His Land (1971), regista
- When I Go. That's It! (1972), regista/produttore
- Hudson Shad (1974)
- Planning for Floods (1974)
- The Shepherd of the Night Flock (1975), regista/produttore
- How the Myth Was Made: A Study of Robert Flaherty's Man of Aran (1978), regista/produttore
- Acupuncture and Herbal Medicine (1978)
- In China Family Planning is No Private Matter (1978)
- The Weavers: Wasn't That a Time! (1981), produttore
- Southern Voices: A Composer's Exploration with Sorrel Doris Hays (1985), regista
- How One Painter Sees (1988)
- We Shall Overcome (1989), produttore
- The Uprising of '34 (1995), regista
- Race or Reason: The Bellport Dilemma (2003), produttore
- What's Organic About Organic? (2010)